# Mistrzostwa Świata w Piłce Ręcznej Mężczyzn 2017
Mistrzostwa Świata w Piłce Ręcznej Mężczyzn 2017 – dwudzieste piąte mistrzostwa świata w piłce ręcznej mężczyzn, oficjalny międzynarodowy turniej organizowany przez IHF mający na celu wyłonienie najlepszej męskiej reprezentacji narodowej w piłce ręcznej na świecie, który rozegrano we Francji w dniach 11–29 stycznia 2017 roku. W zawodach wystąpiły dwadzieścia cztery zespoły, automatycznie do mistrzostw zakwalifikowała się reprezentacja Francji jako gospodarz będący jednocześnie mistrzem świata z 2015 oraz reprezentacja Kataru – wicemistrz świata z roku 2015. O pozostałe miejsca odbywały się kontynentalne eliminacje.
Spośród czternastu europejskich drużyn jedynie Polska nie awansowała do fazy pucharowej. W finale Francja pokonała Norwegię, tym samym Thierry Omeyer został pierwszym w historii pięciokrotnym mistrzem świata, brąz – będący pierwszym medalem tego kraju w światowym czempionacie – zdobyła Słowenia, która w ostatnich ośmiu minutach spotkania odrobiła kilkubramkową stratę.
Po zakończonym turnieju IHF opublikowała statystyki indywidualne i drużynowe.
Sprzedaż biletów została uruchomiona w styczniu 2016 roku. Maskotkami zawodów były niedźwiedź Rok i łasica Koolette.

## Wybór organizatora
Oficjalne kandydatury wysunęły Francja i Dania, wniosek Norwegii natomiast wpłynął po wyznaczonym terminie, dlatego nie był rozpatrywany. IHF powierzył Francji organizację tej imprezy na spotkaniu zarządu tej organizacji w São Paulo 15 grudnia 2011 roku.
Francja była już gospodarzem turniejów rangi mistrzowskiej mężczyzn w 1970 i 2001 oraz kobiet w 2007.

## Obiekty
Organizatorzy w aplikacji zadeklarowali, że spotkania będą gościć w następujących miastach: Aix-en-Provence, Bordeaux, Lille, Paryżu (Bercy), Dunkierce, Lyonie, Montpellier, Nantes oraz w Nanterre, gdzie odbędą się mecze fazy finałowej. W planie ogłoszonym w lutym 2013 wskazano jedenaście miast – z pierwotnej listy zabrakło Lyonu, pojawiły się natomiast Strasburg, Orlean i Albertville. W połowie marca 2015 roku wraz z prezentacją logo turnieju ogłoszono gospodarzy spotkań – Aix-en-Provence, Albertville, Brest, Lille, Metz, Montpellier, Nantes, Paryż oraz Rouen. Ostatecznie zostało zaakceptowane osiem miast: Nantes, Metz, Rouen (rozgrywki grupowe), Paryż (rozgrywki grupowe, 1/8 finału, ćwierćfinał, półfinały, mecze o medale), Lille, Albertville i Montpellier (1/8 finału i ćwierćfinały) oraz Brest (rozgrywki President's Cup).
| Nantes            | NantesMetzRouenParyżAlbertvilleLilleMontpellierBrest | NantesMetzRouenParyżAlbertvilleLilleMontpellierBrest | NantesMetzRouenParyżAlbertvilleLilleMontpellierBrest | Albertville         |
| Hall XXL          | NantesMetzRouenParyżAlbertvilleLilleMontpellierBrest | NantesMetzRouenParyżAlbertvilleLilleMontpellierBrest | NantesMetzRouenParyżAlbertvilleLilleMontpellierBrest | Halle olympique     |
| 10 800            | NantesMetzRouenParyżAlbertvilleLilleMontpellierBrest | NantesMetzRouenParyżAlbertvilleLilleMontpellierBrest | NantesMetzRouenParyżAlbertvilleLilleMontpellierBrest | 6 500               |
|                   | NantesMetzRouenParyżAlbertvilleLilleMontpellierBrest | NantesMetzRouenParyżAlbertvilleLilleMontpellierBrest | NantesMetzRouenParyżAlbertvilleLilleMontpellierBrest |                     |
| Metz              | NantesMetzRouenParyżAlbertvilleLilleMontpellierBrest | NantesMetzRouenParyżAlbertvilleLilleMontpellierBrest | NantesMetzRouenParyżAlbertvilleLilleMontpellierBrest | Lille               |
| Arènes de Metz    | NantesMetzRouenParyżAlbertvilleLilleMontpellierBrest | NantesMetzRouenParyżAlbertvilleLilleMontpellierBrest | NantesMetzRouenParyżAlbertvilleLilleMontpellierBrest | Stade Pierre-Mauroy |
| 5 127             | NantesMetzRouenParyżAlbertvilleLilleMontpellierBrest | NantesMetzRouenParyżAlbertvilleLilleMontpellierBrest | NantesMetzRouenParyżAlbertvilleLilleMontpellierBrest | 27 500              |
|                   | NantesMetzRouenParyżAlbertvilleLilleMontpellierBrest | NantesMetzRouenParyżAlbertvilleLilleMontpellierBrest | NantesMetzRouenParyżAlbertvilleLilleMontpellierBrest |                     |
| Rouen             | NantesMetzRouenParyżAlbertvilleLilleMontpellierBrest | NantesMetzRouenParyżAlbertvilleLilleMontpellierBrest | NantesMetzRouenParyżAlbertvilleLilleMontpellierBrest | Montpellier         |
| Kindarena         | NantesMetzRouenParyżAlbertvilleLilleMontpellierBrest | NantesMetzRouenParyżAlbertvilleLilleMontpellierBrest | NantesMetzRouenParyżAlbertvilleLilleMontpellierBrest | Park&Suites Arena   |
| 5 700             | NantesMetzRouenParyżAlbertvilleLilleMontpellierBrest | NantesMetzRouenParyżAlbertvilleLilleMontpellierBrest | NantesMetzRouenParyżAlbertvilleLilleMontpellierBrest | 9 853               |
|                   | NantesMetzRouenParyżAlbertvilleLilleMontpellierBrest | NantesMetzRouenParyżAlbertvilleLilleMontpellierBrest | NantesMetzRouenParyżAlbertvilleLilleMontpellierBrest |                     |
| Paryż             | NantesMetzRouenParyżAlbertvilleLilleMontpellierBrest | NantesMetzRouenParyżAlbertvilleLilleMontpellierBrest | NantesMetzRouenParyżAlbertvilleLilleMontpellierBrest | Brest               |
| AccorHotels Arena | NantesMetzRouenParyżAlbertvilleLilleMontpellierBrest | NantesMetzRouenParyżAlbertvilleLilleMontpellierBrest | NantesMetzRouenParyżAlbertvilleLilleMontpellierBrest | Brest Arena         |
| 15 700            | NantesMetzRouenParyżAlbertvilleLilleMontpellierBrest | NantesMetzRouenParyżAlbertvilleLilleMontpellierBrest | NantesMetzRouenParyżAlbertvilleLilleMontpellierBrest | 4 000               |
|                   | NantesMetzRouenParyżAlbertvilleLilleMontpellierBrest | NantesMetzRouenParyżAlbertvilleLilleMontpellierBrest | NantesMetzRouenParyżAlbertvilleLilleMontpellierBrest |                     |

## Zespoły
| Kraj               | Strefa kwalifikacyjna                           | Mistrzostwa 2015 |
| ------------------ | ----------------------------------------------- | ---------------- |
| Francja            | Gospodarz; Mistrz świata 2015                   | Mistrzostwo      |
| Katar              | Wicemistrz świata 2015                          | 2. miejsce       |
| Egipt              | Mistrzostwa Afryki 2016 – 1. miejsce            | 14. miejsce      |
| Tunezja            | Mistrzostwa Afryki 2016 – 2. miejsce            | 15. miejsce      |
| Angola             | Mistrzostwa Afryki 2016 – 3. miejsce            | -                |
| Brazylia           | Mistrzostwa Ameryki 2016 – 1. miejsce           | 16. miejsce      |
| Chile              | Mistrzostwa Ameryki 2016 – 2. miejsce           | 23. miejsce      |
| Argentyna          | Mistrzostwa Ameryki 2016 – 3. miejsce           | 12. miejsce      |
| Bahrajn            | Mistrzostwa Azji 2016 – 2. miejsce              | -                |
| Japonia            | Mistrzostwa Azji 2016 – 3. miejsce              | -                |
| Arabia Saudyjska   | Mistrzostwa Azji 2016 – 4. miejsce              | 22. miejsce      |
| Niemcy             | Mistrzostwa Europy 2016 – 1. miejsce            | 7. miejsce       |
| Hiszpania          | Mistrzostwa Europy 2016 – 2. miejsce            | 4. miejsce       |
| Chorwacja          | Mistrzostwa Europy 2016 – 3. miejsce            | 6. miejsce       |
| Rosja              | zespoły z europejskiego turnieju eliminacyjnego | 19. miejsce      |
| Słowenia           | zespoły z europejskiego turnieju eliminacyjnego | 8. miejsce       |
| Białoruś           | zespoły z europejskiego turnieju eliminacyjnego | 18. miejsce      |
| Polska             | zespoły z europejskiego turnieju eliminacyjnego | 3. miejsce       |
| Węgry              | zespoły z europejskiego turnieju eliminacyjnego | -                |
| Macedonia Północna | zespoły z europejskiego turnieju eliminacyjnego | 9. miejsce       |
| Szwecja            | zespoły z europejskiego turnieju eliminacyjnego | 10. miejsce      |
| Dania              | zespoły z europejskiego turnieju eliminacyjnego | 5. miejsce       |
| Islandia           | zespoły z europejskiego turnieju eliminacyjnego | 11. miejsce      |
| Norwegia           | "dzika karta" IHF                               | -                |

## Eliminacje
Dwa zespoły miały zapewniony automatyczny awans, o dwadzieścia jeden miejsc w turnieju finałowym toczyły się natomiast kontynentalne eliminacje. Ostatnim zespołem jest drużyna, której IHF przyznała "dziką kartę". Otrzymała ją Norwegia.

## Losowanie grup
Losowanie grup zaplanowano na 23 czerwca 2016 roku w paryskim ratuszu, a przed nim drużyny zostały podzielone na sześć koszyków:
| Koszyk 1                       | Koszyk 2                        | Koszyk 3                                  | Koszyk 4                      | Koszyk 5                      | Koszyk 6                                   |
| ------------------------------ | ------------------------------- | ----------------------------------------- | ----------------------------- | ----------------------------- | ------------------------------------------ |
| Francja Niemcy Katar Hiszpania | Chorwacja Słowenia Dania Polska | Szwecja Rosja Białoruś Macedonia Północna | Węgry Islandia Brazylia Egipt | Tunezja Chile Bahrajn Japonia | Argentyna Angola Arabia Saudyjska Norwegia |

W wyniku losowania wyłonione zostały cztery grupy liczące po sześć zespołów:
| Grupa A Nantes |
| -------------- |
| Francja        |
| Polska         |
| Rosja          |
| Brazylia       |
| Japonia        |
| Norwegia       |

| Grupa B Metz       |
| ------------------ |
| Hiszpania          |
| Słowenia           |
| Macedonia Północna |
| Islandia           |
| Tunezja            |
| Angola             |

| Grupa C Rouen    |
| ---------------- |
| Niemcy           |
| Chorwacja        |
| Białoruś         |
| Węgry            |
| Chile            |
| Arabia Saudyjska |

| Grupa D Paryż |
| ------------- |
| Katar         |
| Dania         |
| Szwecja       |
| Egipt         |
| Bahrajn       |
| Argentyna     |

## Sędziowie
Lista zawiera szesnaście par sędziowskich. Na ostatnie cztery spotkania pozostawiono sześć najlepszych par.
| Państwo    | Sędziowie                                 |
| ---------- | ----------------------------------------- |
| Argentyna  | Julian Grillo Sebastián Lenci             |
| Czechy     | Václav Horáček Jiří Novotný               |
| Czarnogóra | Ivan Pavićević Miloš Ražnatović           |
| Dania      | Martin Gjeding Mads Hansen                |
| Francja    | Charlotte Bonaventura Julie Bonaventura   |
| Francja    | Laurent Reveret Stevann Pichon            |
| Hiszpania  | Óscar López Ángel Ramírez                 |
| Iran       | Majid Kolahdouzan Alireza Mousaviannazhad |

| Państwo            | Sędziowie                         |
| ------------------ | --------------------------------- |
| Korea Południowa   | Lee Se-ok Koo Bon-ok              |
| Litwa              | Mindaugas Gatelis Vaidas Mažeika  |
| Łotwa              | Renārs Līcis Zigmārs Sondors      |
| Macedonia Północna | Ǵorǵi Naczewski Sławe Nikołow     |
| Niemcy             | Lars Geipel Marcus Helbig         |
| Słowenia           | Bojan Lah David Sok               |
| Szwajcaria         | Arthur Brunner Morad Salah        |
| Tunezja            | Ismail Boualloucha Ramzi Khenissi |

## System rozgrywek
Z każdej grupy do dalszych rozgrywek o medale awansowały po cztery drużyny tworząc pary 1/8 finału. Zespoły, które zajęły miejsca piąte i szóste, kontynuowały rozgrywki w President's Cup.

## Faza grupowa

### Grupa A
| 11 stycznia 201720:45 | Francja          | 31:16(17:7) | Brazylia                   | AccorHotels Arena, Paryż Widzów: 15609 Sędzia: Bojan Lah, David Sok |
| 11 stycznia 201720:45 | Valentin Porte 6 | 31:16(17:7) | 5 José Guilherme de Toledo | AccorHotels Arena, Paryż Widzów: 15609 Sędzia: Bojan Lah, David Sok |
| 11 stycznia 201720:45 | 4× · 2×          | 31:16(17:7) | 3× · 3×                    | AccorHotels Arena, Paryż Widzów: 15609 Sędzia: Bojan Lah, David Sok |

| 12 stycznia 201717:45 | Rosja                                               | 39:29(18:15) | Japonia        | Hall XXL, Nantes Widzów: 4867 Sędzia: Majid Kolahdouzan, Alireza Mousaviannazhad |
| 12 stycznia 201717:45 | Pawieł Atman 6 Timur Dibirow 6 Daniił Szyszkariow 6 | 39:29(18:15) | 5 Hiroki Shida | Hall XXL, Nantes Widzów: 4867 Sędzia: Majid Kolahdouzan, Alireza Mousaviannazhad |
| 12 stycznia 201717:45 | 3× · 2×                                             | 39:29(18:15) | 3×             | Hall XXL, Nantes Widzów: 4867 Sędzia: Majid Kolahdouzan, Alireza Mousaviannazhad |

| 12 stycznia 201720:45 | Polska          | 20:22(10:12) | Norwegia           | Hall XXL, Nantes Widzów: 5356 Sędzia: Arthur Brunner, Morad Salah |
| 12 stycznia 201720:45 | Michał Daszek 7 | 20:22(10:12) | 6 Espen Lie Hansen | Hall XXL, Nantes Widzów: 5356 Sędzia: Arthur Brunner, Morad Salah |
| 12 stycznia 201720:45 | 3× · 2×         | 20:22(10:12) | 6× · 4×            | Hall XXL, Nantes Widzów: 5356 Sędzia: Arthur Brunner, Morad Salah |

| 13 stycznia 201717:45 | Japonia        | 19:31(9:17) | Francja            | Hall XXL, Nantes Widzów: 10500 Sędzia: Arthur Brunner, Morad Salah |
| 13 stycznia 201717:45 | Kento Uegaki 5 | 19:31(9:17) | 7 Ludovic Fabregas | Hall XXL, Nantes Widzów: 10500 Sędzia: Arthur Brunner, Morad Salah |
| 13 stycznia 201717:45 | 2× · 2×        | 19:31(9:17) | 2× · 3×            | Hall XXL, Nantes Widzów: 10500 Sędzia: Arthur Brunner, Morad Salah |

| 14 stycznia 201714:45 | Brazylia                   | 28:24(16:11) | Polska             | Hall XXL, Nantes Widzów: 10171 Sędzia: Václav Horáček, Jiří Novotný |
| 14 stycznia 201714:45 | José Guilherme de Toledo 8 | 28:24(16:11) | 6 Paweł Paczkowski | Hall XXL, Nantes Widzów: 10171 Sędzia: Václav Horáček, Jiří Novotný |
| 14 stycznia 201714:45 | 3×                         | 28:24(16:11) | 1×                 | Hall XXL, Nantes Widzów: 10171 Sędzia: Václav Horáček, Jiří Novotný |

| 14 stycznia 201717:45 | Norwegia            | 28:24(15:11) | Rosja         | Hall XXL, Nantes Widzów: 9812 Sędzia: Martin Gjeding, Mads Hansen |
| 14 stycznia 201717:45 | Kristian Bjørnsen 7 | 28:24(15:11) | 8 Igor Soroka | Hall XXL, Nantes Widzów: 9812 Sędzia: Martin Gjeding, Mads Hansen |
| 14 stycznia 201717:45 | 2× · 2×             | 28:24(15:11) | 4× · 3×       | Hall XXL, Nantes Widzów: 9812 Sędzia: Martin Gjeding, Mads Hansen |

| 15 stycznia 201717:45 | Francja                                         | 31:28(16:12) | Norwegia         | Hall XXL, Nantes Widzów: 10500 Sędzia: Majid Kolahdouzan, Alireza Mousaviannazhad |
| 15 stycznia 201717:45 | Nedim Remili 5 Nikola Karabatić 5 Kentin Mahé 5 | 31:28(16:12) | 7 Sander Sagosen | Hall XXL, Nantes Widzów: 10500 Sędzia: Majid Kolahdouzan, Alireza Mousaviannazhad |
| 15 stycznia 201717:45 | 5× · 3×                                         | 31:28(16:12) | 7× · 3× · 1×     | Hall XXL, Nantes Widzów: 10500 Sędzia: Majid Kolahdouzan, Alireza Mousaviannazhad |

| 15 stycznia 201720:45 | Brazylia                  | 27:24(14:12) | Japonia             | Hall XXL, Nantes Widzów: 8326 Sędzia: Martin Gjeding, Mads Hansen |
| 15 stycznia 201720:45 | Haniel Vinícius Lângaro 8 | 27:24(14:12) | 7 Shinnosuke Tokuda | Hall XXL, Nantes Widzów: 8326 Sędzia: Martin Gjeding, Mads Hansen |
| 15 stycznia 201720:45 | 2× · 1×                   | 27:24(14:12) | 2× · 3×             | Hall XXL, Nantes Widzów: 8326 Sędzia: Martin Gjeding, Mads Hansen |

| 16 stycznia 201720:45 | Polska          | 20:24(9:13) | Rosja             | Hall XXL, Nantes Widzów: 4961 Sędzia: Václav Horáček, Jiří Novotný |
| 16 stycznia 201720:45 | Tomasz Gębala 4 | 20:24(9:13) | 7 Dmitry Kovalyov | Hall XXL, Nantes Widzów: 4961 Sędzia: Václav Horáček, Jiří Novotný |
| 16 stycznia 201720:45 | 5× · 2× · 1×    | 20:24(9:13) | 3× · 1×           | Hall XXL, Nantes Widzów: 4961 Sędzia: Václav Horáček, Jiří Novotný |

| 17 stycznia 201714:00 | Norwegia         | 39:26(18:13) | Brazylia                           | Hall XXL, Nantes Widzów: 5943 Sędzia: Václav Horáček, Jiří Novotný |
| 17 stycznia 201714:00 | Sander Sagosen 7 | 39:26(18:13) | 6 Alexandro Pozzer 6 Fábio Chiuffa | Hall XXL, Nantes Widzów: 5943 Sędzia: Václav Horáček, Jiří Novotný |
| 17 stycznia 201714:00 | 3× · 2×          | 39:26(18:13) | 6× · 1×                            | Hall XXL, Nantes Widzów: 5943 Sędzia: Václav Horáček, Jiří Novotný |

| 17 stycznia 201717:45 | Polska          | 26:25(9:11) | Japonia        | Hall XXL, Nantes Widzów: 8655 Sędzia: Arthur Brunner, Morad Salah |
| 17 stycznia 201717:45 | Michał Daszek 5 | 26:25(9:11) | 9 Hiroki Shida | Hall XXL, Nantes Widzów: 8655 Sędzia: Arthur Brunner, Morad Salah |
| 17 stycznia 201717:45 | 4× · 3×         | 26:25(9:11) | 1× · 2×        | Hall XXL, Nantes Widzów: 8655 Sędzia: Arthur Brunner, Morad Salah |

| 17 stycznia 201720:45 | Rosja                | 24:35(11:16) | Francja          | Hall XXL, Nantes Widzów: 10500 Sędzia: Martin Gjeding, Mads Hansen |
| 17 stycznia 201720:45 | Daniil Shishkaryov 6 | 24:35(11:16) | 8 Adrien Dipanda | Hall XXL, Nantes Widzów: 10500 Sędzia: Martin Gjeding, Mads Hansen |
| 17 stycznia 201720:45 | 3× · 1×              | 24:35(11:16) | 2× · 2×          | Hall XXL, Nantes Widzów: 10500 Sędzia: Martin Gjeding, Mads Hansen |

| 19 stycznia 201714:00 | Rosja               | 28:24(14:15) | Brazylia                                                                | Hall XXL, Nantes Widzów: 5197 Sędzia: Martin Gjeding, Mads Hansen |
| 19 stycznia 201714:00 | Aleksandr Dereven 5 | 28:24(14:15) | 5 José Guilherme de Toledo 5 Alexandro Pozzer 5 Haniel Vinícius Lângaro | Hall XXL, Nantes Widzów: 5197 Sędzia: Martin Gjeding, Mads Hansen |
| 19 stycznia 201714:00 | 5× · 2× · 1×        | 28:24(14:15) | 4× · 1×                                                                 | Hall XXL, Nantes Widzów: 5197 Sędzia: Martin Gjeding, Mads Hansen |

| 19 stycznia 201717:45 | Francja          | 26:25(13:13) | Polska                                 | Hall XXL, Nantes Widzów: 10500 Sędzia: Arthur Brunner, Morad Salah |
| 19 stycznia 201717:45 | Olivier Nyokas 7 | 26:25(13:13) | 5 Przemysław Krajewski 5 Tomasz Gębala | Hall XXL, Nantes Widzów: 10500 Sędzia: Arthur Brunner, Morad Salah |
| 19 stycznia 201717:45 | 3× · 2×          | 26:25(13:13) | 3× · 2×                                | Hall XXL, Nantes Widzów: 10500 Sędzia: Arthur Brunner, Morad Salah |

| 19 stycznia 201720:45 | Japonia         | 23:38(14:19) | Norwegia        | Hall XXL, Nantes Widzów: 3621 Sędzia: Václav Horáček, Jiří Novotný |
| 19 stycznia 201720:45 | Hiroki Motoki 4 | 23:38(14:19) | 7 Bjarte Myrhol | Hall XXL, Nantes Widzów: 3621 Sędzia: Václav Horáček, Jiří Novotný |
| 19 stycznia 201720:45 | 3×              | 23:38(14:19) | 1×              | Hall XXL, Nantes Widzów: 3621 Sędzia: Václav Horáček, Jiří Novotný |

### Grupa B
| 12 stycznia 201714:00 | Słowenia                          | 42:25(22:13) | Angola         | Arènes de Metz, Metz Widzów: 2179 Sędzia: Julian Grillo, Sebastián Lenci |
| 12 stycznia 201714:00 | Borut Mačkovšek 8 Gašper Marguč 8 | 42:25(22:13) | 7 Sérgio Lopes | Arènes de Metz, Metz Widzów: 2179 Sędzia: Julian Grillo, Sebastián Lenci |
| 12 stycznia 201714:00 | 4× · 3×                           | 42:25(22:13) | 3× · 1×        | Arènes de Metz, Metz Widzów: 2179 Sędzia: Julian Grillo, Sebastián Lenci |

| 12 stycznia 201717:45 | Macedonia Północna | 34:30(13:14) | Tunezja             | Arènes de Metz, Metz Widzów: 2561 Sędzia: Lee Se-ok, Koo Bon-ok |
| 12 stycznia 201717:45 | Kirił Łazarow 12   | 34:30(13:14) | 9 Oussama Boughanmi | Arènes de Metz, Metz Widzów: 2561 Sędzia: Lee Se-ok, Koo Bon-ok |
| 12 stycznia 201717:45 | 4× · 4×            | 34:30(13:14) | 6× · 3×             | Arènes de Metz, Metz Widzów: 2561 Sędzia: Lee Se-ok, Koo Bon-ok |

| 12 stycznia 201720:45 | Hiszpania                        | 27:21(10:12) | Islandia                  | Arènes de Metz, Metz Widzów: 5054 Sędzia: Mindaugas Gatelis , Vaidas Mažeika |
| 12 stycznia 201720:45 | David Balaguer 4 Joan Cañellas 4 | 27:21(10:12) | 5 Guðjón Valur Sigurðsson | Arènes de Metz, Metz Widzów: 5054 Sędzia: Mindaugas Gatelis , Vaidas Mažeika |
| 12 stycznia 201720:45 | 3× · 3×                          | 27:21(10:12) | 5× · 4×                   | Arènes de Metz, Metz Widzów: 5054 Sędzia: Mindaugas Gatelis , Vaidas Mažeika |

| 14 stycznia 201714:45 | Islandia             | 25:26(8:11) | Słowenia       | Arènes de Metz, Metz Widzów: 5054 Sędzia: Lee Se-ok, Koo Bon-ok |
| 14 stycznia 201714:45 | Bjarki Mar Elisson 7 | 25:26(8:11) | 6 Marko Bezjak | Arènes de Metz, Metz Widzów: 5054 Sędzia: Lee Se-ok, Koo Bon-ok |
| 14 stycznia 201714:45 | 4× · 3×              | 25:26(8:11) | 4× · 4×        | Arènes de Metz, Metz Widzów: 5054 Sędzia: Lee Se-ok, Koo Bon-ok |

| 14 stycznia 201717:45 | Tunezja      | 21:26(10:12) | Hiszpania                             | Arènes de Metz, Metz Widzów: 5056 Sędzia: Lars Geipel, Marcus Helbig |
| 14 stycznia 201717:45 | Amen Toumi 5 | 21:26(10:12) | 5 Víctor Tomás 5 David Balaguer Romeu | Arènes de Metz, Metz Widzów: 5056 Sędzia: Lars Geipel, Marcus Helbig |
| 14 stycznia 201717:45 | 3× · 3×      | 21:26(10:12) | 1× · 2×                               | Arènes de Metz, Metz Widzów: 5056 Sędzia: Lars Geipel, Marcus Helbig |

| 14 stycznia 201720:45 | Angola                 | 22:31(9:14) | Macedonia Północna | Arènes de Metz, Metz Widzów: 3845 Sędzia: Mindaugas Gatelis, Vaidas Mažeika |
| 14 stycznia 201720:45 | Sergio Avelino Lopes 5 | 22:31(9:14) | 10 Kirił Łazarow   | Arènes de Metz, Metz Widzów: 3845 Sędzia: Mindaugas Gatelis, Vaidas Mažeika |
| 14 stycznia 201720:45 | 3× · 2×                | 22:31(9:14) | 5× · 3×            | Arènes de Metz, Metz Widzów: 3845 Sędzia: Mindaugas Gatelis, Vaidas Mažeika |

| 15 stycznia 201714:45 | Islandia                  | 22:22(11:13) | Tunezja          | Arènes de Metz, Metz Widzów: 5054 Sędzia: Julian Grillo, Sebastián Lenci |
| 15 stycznia 201714:45 | Guðjón Valur Sigurðsson 5 | 22:22(11:13) | 12 Amine Bannour | Arènes de Metz, Metz Widzów: 5054 Sędzia: Julian Grillo, Sebastián Lenci |
| 15 stycznia 201714:45 | 7× · 2× · 1×              | 22:22(11:13) | 3× · 3×          | Arènes de Metz, Metz Widzów: 5054 Sędzia: Julian Grillo, Sebastián Lenci |

| 16 stycznia 201717:45 | Słowenia                       | 29:22(16:10) | Macedonia Północna | Arènes de Metz, Metz Widzów: 2605 Sędzia: Lars Geipel, Marcus Helbig |
| 16 stycznia 201717:45 | Gašper Marguč 4 Marko Bezjak 4 | 29:22(16:10) | 9 Kirił Łazarow    | Arènes de Metz, Metz Widzów: 2605 Sędzia: Lars Geipel, Marcus Helbig |
| 16 stycznia 201717:45 | 5× · 2×                        | 29:22(16:10) | 2× · 2×            | Arènes de Metz, Metz Widzów: 2605 Sędzia: Lars Geipel, Marcus Helbig |

| 16 stycznia 201720:45 | Hiszpania         | 42:22(21:10) | Angola                 | Arènes de Metz, Metz Widzów: 2126 Sędzia: Julian Grillo, Sebastián Lenci |
| 16 stycznia 201720:45 | Ángel Fernández 9 | 42:22(21:10) | 6 Sergio Avelino Lopes | Arènes de Metz, Metz Widzów: 2126 Sędzia: Julian Grillo, Sebastián Lenci |
| 16 stycznia 201720:45 | 1× · 2×           | 42:22(21:10) | 1× · 2× · 1×           | Arènes de Metz, Metz Widzów: 2126 Sędzia: Julian Grillo, Sebastián Lenci |

| 17 stycznia 201717:45 | Słowenia        | 28:28(15:13) | Tunezja        | Arènes de Metz, Metz Widzów: 3039 Sędzia: Mindaugas Gatelis, Vaidas Mažeika |
| 17 stycznia 201717:45 | Vid Kavtičnik 7 | 28:28(15:13) | 8 Mosbah Sanai | Arènes de Metz, Metz Widzów: 3039 Sędzia: Mindaugas Gatelis, Vaidas Mažeika |
| 17 stycznia 201717:45 | 5× · 3×         | 28:28(15:13) | 3× · 3× · 1×   | Arènes de Metz, Metz Widzów: 3039 Sędzia: Mindaugas Gatelis, Vaidas Mažeika |

| 17 stycznia 201720:45 | Angola                 | 19:33(8:16) | Islandia                  | Arènes de Metz, Metz Widzów: 1725 Sędzia: Lars Geipel, Marcus Helbig |
| 17 stycznia 201720:45 | Sergio Avelino Lopes 8 | 19:33(8:16) | 8 Guðjón Valur Sigurðsson | Arènes de Metz, Metz Widzów: 1725 Sędzia: Lars Geipel, Marcus Helbig |
| 17 stycznia 201720:45 | 5× · 3×                | 19:33(8:16) | 1× · 2×                   | Arènes de Metz, Metz Widzów: 1725 Sędzia: Lars Geipel, Marcus Helbig |

| 18 stycznia 201720:45 | Macedonia Północna | 25:29(14:14) | Hiszpania        | Arènes de Metz, Metz Widzów: 3951 Sędzia: Mindaugas Gatelis, Vaidas Mažeika |
| 18 stycznia 201720:45 | Kirił Łazarow 6    | 25:29(14:14) | 11 Valero Rivera | Arènes de Metz, Metz Widzów: 3951 Sędzia: Mindaugas Gatelis, Vaidas Mažeika |
| 18 stycznia 201720:45 | 2× · 4×            | 25:29(14:14) | 2× · 2×          | Arènes de Metz, Metz Widzów: 3951 Sędzia: Mindaugas Gatelis, Vaidas Mažeika |

| 19 stycznia 201714:00 | Tunezja          | 43:34(23:16) | Angola                  | Arènes de Metz, Metz Widzów: 1935 Sędzia: Lee Se-ok, Koo Bon-ok |
| 19 stycznia 201714:00 | Amine Bannour 10 | 43:34(23:16) | 10 Gabriel Massuca Teca | Arènes de Metz, Metz Widzów: 1935 Sędzia: Lee Se-ok, Koo Bon-ok |
| 19 stycznia 201714:00 | 2× · 2×          | 43:34(23:16) | 3× · 2× · 1×            | Arènes de Metz, Metz Widzów: 1935 Sędzia: Lee Se-ok, Koo Bon-ok |

| 19 stycznia 201717:45 | Macedonia Północna | 27:27(13:15) | Islandia        | Arènes de Metz, Metz Widzów: 3225 Sędzia: Julian Grillo, Sebastián Lenci |
| 19 stycznia 201717:45 | Kirił Łazarow 7    | 27:27(13:15) | 7 Rúnar Kárason | Arènes de Metz, Metz Widzów: 3225 Sędzia: Julian Grillo, Sebastián Lenci |
| 19 stycznia 201717:45 | 4× · 3×            | 27:27(13:15) | 4× · 3×         | Arènes de Metz, Metz Widzów: 3225 Sędzia: Julian Grillo, Sebastián Lenci |

| 19 stycznia 201720:45 | Hiszpania        | 36:26(18:10) | Słowenia        | Arènes de Metz, Metz Widzów: 5054 Sędzia: Lars Geipel, Marcus Helbig |
| 19 stycznia 201720:45 | David Balaguer 7 | 36:26(18:10) | 6 Gašper Marguč | Arènes de Metz, Metz Widzów: 5054 Sędzia: Lars Geipel, Marcus Helbig |
| 19 stycznia 201720:45 | 4× · 1×          | 36:26(18:10) | 4× · 3×         | Arènes de Metz, Metz Widzów: 5054 Sędzia: Lars Geipel, Marcus Helbig |

### Grupa C
| 13 stycznia 201714:00 | Białoruś          | 28:32(14:14) | Chile             | Kindarena, Rouen Widzów: 2000 Sędzia: Charlotte Bonaventura, Julie Bonaventura |
| 13 stycznia 201714:00 | Arciom Karałek 10 | 28:32(14:14) | 8 Rodrigo Salinas | Kindarena, Rouen Widzów: 2000 Sędzia: Charlotte Bonaventura, Julie Bonaventura |
| 13 stycznia 201714:00 | 7× · 3×           | 28:32(14:14) | 4× · 3×           | Kindarena, Rouen Widzów: 2000 Sędzia: Charlotte Bonaventura, Julie Bonaventura |

| 13 stycznia 201717:45 | Niemcy            | 27:23(16:11) | Węgry                                                                                  | Kindarena, Rouen Widzów: 5000 Sędzia: Ǵorǵi Naczewski, Sławe Nikołow |
| 13 stycznia 201717:45 | Uwe Gensheimer 13 | 27:23(16:11) | 3 Zsolt Balogh 3 Gábor Császár 3 Iman Jamali 3 Adam Juhasz 3 Richárd Bodó 3 Máté Lékai | Kindarena, Rouen Widzów: 5000 Sędzia: Ǵorǵi Naczewski, Sławe Nikołow |
| 13 stycznia 201717:45 | 3× · 2×           | 27:23(16:11) | 2× · 3× · 1×                                                                           | Kindarena, Rouen Widzów: 5000 Sędzia: Ǵorǵi Naczewski, Sławe Nikołow |

| 13 stycznia 201720:45 | Chorwacja      | 28:23(12:11) | Arabia Saudyjska   | Kindarena, Rouen Widzów: 4500 Sędzia: Ismail Boualloucha, Ramzi Khenissi |
| 13 stycznia 201720:45 | Luka Cindrić 6 | 28:23(12:11) | 5 Mojtaba Al-Salem | Kindarena, Rouen Widzów: 4500 Sędzia: Ismail Boualloucha, Ramzi Khenissi |
| 13 stycznia 201720:45 | 3× · 3×        | 28:23(12:11) | 4× · 3×            | Kindarena, Rouen Widzów: 4500 Sędzia: Ismail Boualloucha, Ramzi Khenissi |

| 14 stycznia 201720:45 | Węgry                             | 28:31(11:11) | Chorwacja       | Kindarena, Rouen Widzów: 4000 Sędzia: Renārs Līcis, Zigmārs Sondors |
| 14 stycznia 201720:45 | Zsolt Balogh 6 Gergely Harsányi 6 | 28:31(11:11) | 6 Manuel Štrlek | Kindarena, Rouen Widzów: 4000 Sędzia: Renārs Līcis, Zigmārs Sondors |
| 14 stycznia 201720:45 | 3× · 3×                           | 28:31(11:11) | 4× · 3×         | Kindarena, Rouen Widzów: 4000 Sędzia: Renārs Līcis, Zigmārs Sondors |

| 15 stycznia 201714:45 | Chile                                                                | 14:35(6:17) | Niemcy              | Kindarena, Rouen Widzów: 5000 Sędzia: Renārs Līcis, Zigmārs Sondors |
| 15 stycznia 201714:45 | Javier Frelijj 2 Emil Feuchtmann 2 Esteban Salinas 2 Cristián Moll 2 | 14:35(6:17) | 8 Jannik Kohlbacher | Kindarena, Rouen Widzów: 5000 Sędzia: Renārs Līcis, Zigmārs Sondors |
| 15 stycznia 201714:45 | 3× · 3×                                                              | 14:35(6:17) | 3× · 3×             | Kindarena, Rouen Widzów: 5000 Sędzia: Renārs Līcis, Zigmārs Sondors |

| 15 stycznia 201720:45 | Arabia Saudyjska   | 26:29(13:14) | Białoruś          | Kindarena, Rouen Widzów: 3000 Sędzia: Ǵorǵi Naczewski, Sławe Nikołow |
| 15 stycznia 201720:45 | Mojtaba Al-Salem 7 | 26:29(13:14) | 9 Barys Puchouski | Kindarena, Rouen Widzów: 3000 Sędzia: Ǵorǵi Naczewski, Sławe Nikołow |
| 15 stycznia 201720:45 | 5× · 3×            | 26:29(13:14) | 5× · 3×           | Kindarena, Rouen Widzów: 3000 Sędzia: Ǵorǵi Naczewski, Sławe Nikołow |

| 16 stycznia 201717:45 | Węgry         | 34:29(17:14) | Chile              | Kindarena, Rouen Widzów: 2000 Sędzia: Ismail Boualloucha, Ramzi Khenissi |
| 16 stycznia 201717:45 | Iman Jamali 7 | 34:29(17:14) | 9 Erwin Feuchtmann | Kindarena, Rouen Widzów: 2000 Sędzia: Ismail Boualloucha, Ramzi Khenissi |
| 16 stycznia 201717:45 | 5× · 4× · 1×  | 34:29(17:14) | 1× · 3×            | Kindarena, Rouen Widzów: 2000 Sędzia: Ismail Boualloucha, Ramzi Khenissi |

| 16 stycznia 201720:45 | Chorwacja      | 31:25(18:15) | Białoruś | Kindarena, Rouen Widzów: 3202 Sędzia: Charlotte Bonaventura, Julie Bonaventura |
| 16 stycznia 201720:45 | Luka Cindrić 8 | 31:25(18:15) |          | Kindarena, Rouen Widzów: 3202 Sędzia: Charlotte Bonaventura, Julie Bonaventura |
| 16 stycznia 201720:45 | 4× · 3×        | 31:25(18:15) | 5× · 4×  | Kindarena, Rouen Widzów: 3202 Sędzia: Charlotte Bonaventura, Julie Bonaventura |

| 17 stycznia 201717:45 | Niemcy         | 38:24(21:13) | Arabia Saudyjska  | Kindarena, Rouen Widzów: 2980 Sędzia: Ǵorǵi Naczewski, Sławe Nikołow |
| 17 stycznia 201717:45 | Steffen Fäth 6 | 38:24(21:13) | 8 Mohammed Alzaer | Kindarena, Rouen Widzów: 2980 Sędzia: Ǵorǵi Naczewski, Sławe Nikołow |
| 17 stycznia 201717:45 | 3× · 3×        | 38:24(21:13) | 2× · 3×           | Kindarena, Rouen Widzów: 2980 Sędzia: Ǵorǵi Naczewski, Sławe Nikołow |

| 18 stycznia 201714:00 | Arabia Saudyjska | 24:37(10:17) | Węgry           | Kindarena, Rouen Widzów: 4959 Sędzia: Renārs Līcis, Zigmārs Sondors |
| 18 stycznia 201714:00 | Sadiq Almohsin 7 | 24:37(10:17) | 9 Gábor Császár | Kindarena, Rouen Widzów: 4959 Sędzia: Renārs Līcis, Zigmārs Sondors |
| 18 stycznia 201714:00 | 4× · 2×          | 24:37(10:17) | 5× · 2×         | Kindarena, Rouen Widzów: 4959 Sędzia: Renārs Līcis, Zigmārs Sondors |

| 18 stycznia 201717:45 | Białoruś                                                  | 25:31(16:16) | Niemcy           | Kindarena, Rouen Widzów: 4524 Sędzia: Ismail Boualloucha, Ramzi Khenissi |
| 18 stycznia 201717:45 | Alaksiej Szynkiel 4 Siarhiej Szyłowicz 4 Arciom Karałek 4 | 25:31(16:16) | 8 Uwe Gensheimer | Kindarena, Rouen Widzów: 4524 Sędzia: Ismail Boualloucha, Ramzi Khenissi |
| 18 stycznia 201717:45 | 3× · 3×                                                   | 25:31(16:16) | 3× · 3×          | Kindarena, Rouen Widzów: 4524 Sędzia: Ismail Boualloucha, Ramzi Khenissi |

| 18 stycznia 201720:45 | Chorwacja     | 37:22(17:9) | Chile                                | Kindarena, Rouen Widzów: 2785 Sędzia: Charlotte Bonaventura, Julie Bonaventura |
| 18 stycznia 201720:45 | Lovro Mihić 8 | 37:22(17:9) | 4 Erwin Feuchtmann 4 Esteban Salinas | Kindarena, Rouen Widzów: 2785 Sędzia: Charlotte Bonaventura, Julie Bonaventura |
| 18 stycznia 201720:45 | 3× · 3×       | 37:22(17:9) | 5× · 2×                              | Kindarena, Rouen Widzów: 2785 Sędzia: Charlotte Bonaventura, Julie Bonaventura |

| 20 stycznia 201714:00 | Chile                   | 25:26(13:13) | Arabia Saudyjska    | Kindarena, Rouen Widzów: 2366 Sędzia: Ivan Pavićević, Miloš Ražnatović |
| 20 stycznia 201714:00 | Rodrigo Salinas Muñoz 7 | 25:26(13:13) | 9 Abdullah Al-Abbas | Kindarena, Rouen Widzów: 2366 Sędzia: Ivan Pavićević, Miloš Ražnatović |
| 20 stycznia 201714:00 | 3× · 3×                 | 25:26(13:13) | 7× · 3×             | Kindarena, Rouen Widzów: 2366 Sędzia: Ivan Pavićević, Miloš Ražnatović |

| 20 stycznia 201717:45 | Niemcy            | 28:21(13:9) | Chorwacja                        | Kindarena, Rouen Widzów: 5000 Sędzia: Zigmārs Sondors, Renārs Līcis |
| 20 stycznia 201717:45 | Patrick Wiencek 6 | 28:21(13:9) | 5 Luka Stepančić 5 Manuel Štrlek | Kindarena, Rouen Widzów: 5000 Sędzia: Zigmārs Sondors, Renārs Līcis |
| 20 stycznia 201717:45 | 3× · 3×           | 28:21(13:9) | 3× · 2×                          | Kindarena, Rouen Widzów: 5000 Sędzia: Zigmārs Sondors, Renārs Līcis |

| 20 stycznia 201720:45 | Białoruś          | 27:25(15:13) | Węgry                         | Kindarena, Rouen Widzów: 3761 Sędzia: Ǵorǵi Naczewski, Sławe Nikołow |
| 20 stycznia 201720:45 | Barys Puchouski 6 | 27:25(15:13) | 7 Gábor Császár 7 Ádám Juhász | Kindarena, Rouen Widzów: 3761 Sędzia: Ǵorǵi Naczewski, Sławe Nikołow |
| 20 stycznia 201720:45 | 2× · 3×           | 27:25(15:13) | 7× · 4×                       | Kindarena, Rouen Widzów: 3761 Sędzia: Ǵorǵi Naczewski, Sławe Nikołow |

### Grupa D
| 13 stycznia 201714:00 | Katar           | 20:22(8:11) | Egipt           | AccorHotels Arena, Paryż Widzów: 4315 Sędzia: Óscar López, Ángel Ramírez |
| 13 stycznia 201714:00 | Rafael Capote 5 | 20:22(8:11) | 8 Ahmed Elahmar | AccorHotels Arena, Paryż Widzów: 4315 Sędzia: Óscar López, Ángel Ramírez |
| 13 stycznia 201714:00 | 4× · 2×         | 20:22(8:11) | 7× · 1×         | AccorHotels Arena, Paryż Widzów: 4315 Sędzia: Óscar López, Ángel Ramírez |

| 13 stycznia 201717:45 | Szwecja            | 33:16(17:5) | Bahrajn                 | AccorHotels Arena, Paryż Widzów: 6579 Sędzia: Stevann Pichon, Laurent Reveret |
| 13 stycznia 201717:45 | Jerry Tollbring 10 | 33:16(17:5) | 4 Muhammad Habib Hassan | AccorHotels Arena, Paryż Widzów: 6579 Sędzia: Stevann Pichon, Laurent Reveret |
| 13 stycznia 201717:45 | 5× · 2×            | 33:16(17:5) | 5× · 2×                 | AccorHotels Arena, Paryż Widzów: 6579 Sędzia: Stevann Pichon, Laurent Reveret |

| 13 stycznia 201720:45 | Dania           | 33:22(17:11) | Argentyna            | AccorHotels Arena, Paryż Widzów: 7582 Sędzia: Ivan Pavićević, Miloš Ražnatović |
| 13 stycznia 201720:45 | Mikkel Hansen 6 | 33:22(17:11) | 6 Federico Fernández | AccorHotels Arena, Paryż Widzów: 7582 Sędzia: Ivan Pavićević, Miloš Ražnatović |
| 13 stycznia 201720:45 | 3× · 2×         | 33:22(17:11) | 4× · 2×              | AccorHotels Arena, Paryż Widzów: 7582 Sędzia: Ivan Pavićević, Miloš Ražnatović |

| 14 stycznia 201717:45 | Egipt           | 28:35(15:21) | Dania               | AccorHotels Arena, Paryż Widzów: 7413 Sędzia: Bojan Lah, David Sok |
| 14 stycznia 201717:45 | Yehia Elderaa 6 | 28:35(15:21) | 6 Lasse Svan Hansen | AccorHotels Arena, Paryż Widzów: 7413 Sędzia: Bojan Lah, David Sok |
| 14 stycznia 201717:45 | 1× · 2× · 1×    | 28:35(15:21) | 4× · 2×             | AccorHotels Arena, Paryż Widzów: 7413 Sędzia: Bojan Lah, David Sok |

| 15 stycznia 201714:45 | Argentyna           | 17:35(11:16) | Szwecja              | AccorHotels Arena, Paryż Widzów: 12578 Sędzia: Bojan Lah, David Sok |
| 15 stycznia 201714:45 | Sebastián Simonet 5 | 17:35(11:16) | 8 Mattias Zachrisson | AccorHotels Arena, Paryż Widzów: 12578 Sędzia: Bojan Lah, David Sok |
| 15 stycznia 201714:45 | 4× · 2×             | 17:35(11:16) | 5× · 3× · 2×         | AccorHotels Arena, Paryż Widzów: 12578 Sędzia: Bojan Lah, David Sok |

| 15 stycznia 201717:45 | Bahrajn                  | 22:32(9:19) | Katar          | AccorHotels Arena, Paryż Widzów: 4475 Sędzia: Ivan Pavićević, Miloš Ražnatović |
| 15 stycznia 201717:45 | Mahmood Abdulqader Ali 5 | 22:32(9:19) | 8 Ahmad Madadi | AccorHotels Arena, Paryż Widzów: 4475 Sędzia: Ivan Pavićević, Miloš Ražnatović |
| 15 stycznia 201717:45 | 5× · 4×                  | 22:32(9:19) | 7× · 2×        | AccorHotels Arena, Paryż Widzów: 4475 Sędzia: Ivan Pavićević, Miloš Ražnatović |

| 16 stycznia 201717:45 | Egipt           | 31:29(17:15) | Bahrajn              | AccorHotels Arena, Paryż Widzów: 4429 Sędzia: Laurent Reveret, Stevann Pichon |
| 16 stycznia 201717:45 | Yehia Elderaa 6 | 31:29(17:15) | 6 Mahdi Abdulla Saad | AccorHotels Arena, Paryż Widzów: 4429 Sędzia: Laurent Reveret, Stevann Pichon |
| 16 stycznia 201717:45 | 3×              | 31:29(17:15) | 5× · 2×              | AccorHotels Arena, Paryż Widzów: 4429 Sędzia: Laurent Reveret, Stevann Pichon |

| 16 stycznia 201720:45 | Dania           | 27:25(14:10) | Szwecja         | AccorHotels Arena, Paryż Widzów: 13850 Sędzia: Óscar López, Ángel Ramírez |
| 16 stycznia 201720:45 | Mikkel Hansen 8 | 27:25(14:10) | 7 Niclas Ekberg | AccorHotels Arena, Paryż Widzów: 13850 Sędzia: Óscar López, Ángel Ramírez |
| 16 stycznia 201720:45 | 4× · 3×         | 27:25(14:10) | 3× · 3×         | AccorHotels Arena, Paryż Widzów: 13850 Sędzia: Óscar López, Ángel Ramírez |

| 17 stycznia 201720:45 | Katar                 | 21:17(9:2) | Argentyna            | AccorHotels Arena, Paryż Widzów: 3641 Sędzia: Bojan Lah, David Sok |
| 17 stycznia 201720:45 | Kamal Aldin Mallash 5 | 21:17(9:2) | 7 Federico Fernández | AccorHotels Arena, Paryż Widzów: 3641 Sędzia: Bojan Lah, David Sok |
| 17 stycznia 201720:45 | 3× · 3×               | 21:17(9:2) | 2× · 1×              | AccorHotels Arena, Paryż Widzów: 3641 Sędzia: Bojan Lah, David Sok |

| 18 stycznia 201714:00 | Argentyna                 | 26:31(10:13) | Egipt                                                                 | AccorHotels Arena, Paryż Widzów: 7233 Sędzia: Óscar López, Ángel Ramírez |
| 18 stycznia 201714:00 | Federico Matías Vieyra 12 | 26:31(10:13) | 5 Mohamed Hesham Elbassiouny 5 Mohamed Mamdouh Shebib 5 Mohamed Sanad | AccorHotels Arena, Paryż Widzów: 7233 Sędzia: Óscar López, Ángel Ramírez |
| 18 stycznia 201714:00 | 4× · 2×                   | 26:31(10:13) | 5× · 3×                                                               | AccorHotels Arena, Paryż Widzów: 7233 Sędzia: Óscar López, Ángel Ramírez |

| 18 stycznia 201717:45 | Dania                | 30:26(17:13) | Bahrajn                                       | AccorHotels Arena, Paryż Widzów: 7900 Sędzia: Bojan Lah, David Sok |
| 18 stycznia 201717:45 | Henrik Toft Hansen 6 | 30:26(17:13) | 6 Komail Ali Mahfoodh 6 Muhammad Habib Hassan | AccorHotels Arena, Paryż Widzów: 7900 Sędzia: Bojan Lah, David Sok |
| 18 stycznia 201717:45 | 4× · 2× · 1×         | 30:26(17:13) | 6× · 2×                                       | AccorHotels Arena, Paryż Widzów: 7900 Sędzia: Bojan Lah, David Sok |

| 18 stycznia 201720:45 | Szwecja         | 36:25(19:12) | Katar            | AccorHotels Arena, Paryż Widzów: 6034 Sędzia: Laurent Reveret, Stevann Pichon |
| 18 stycznia 201720:45 | Niclas Ekberg 6 | 36:25(19:12) | 8 Bertrand Roine | AccorHotels Arena, Paryż Widzów: 6034 Sędzia: Laurent Reveret, Stevann Pichon |
| 18 stycznia 201720:45 | 6× · 1×         | 36:25(19:12) | 1× · 1×          | AccorHotels Arena, Paryż Widzów: 6034 Sędzia: Laurent Reveret, Stevann Pichon |

| 20 stycznia 201714:00 | Bahrajn                  | 17:26(8:13) | Argentyna            | AccorHotels Arena, Paryż Widzów: 6314 Sędzia: Laurent Reveret, Stevann Pichon |
| 20 stycznia 201714:00 | Mahmood Abdulqader Ali 5 | 17:26(8:13) | 8 Federico Fernández | AccorHotels Arena, Paryż Widzów: 6314 Sędzia: Laurent Reveret, Stevann Pichon |
| 20 stycznia 201714:00 | 6× · 2×                  | 17:26(8:13) | 7× · 1×              | AccorHotels Arena, Paryż Widzów: 6314 Sędzia: Laurent Reveret, Stevann Pichon |

| 20 stycznia 201717:45 | Szwecja         | 33:26(15:9) | Egipt        | AccorHotels Arena, Paryż Widzów: 7660 Sędzia: Bojan Lah, David Sok |
| 20 stycznia 201717:45 | Niclas Ekberg 8 | 33:26(15:9) | 7 Eslam Issa | AccorHotels Arena, Paryż Widzów: 7660 Sędzia: Bojan Lah, David Sok |
| 20 stycznia 201717:45 | 7× · 1×         | 33:26(15:9) | 4× · 3×      | AccorHotels Arena, Paryż Widzów: 7660 Sędzia: Bojan Lah, David Sok |

| 20 stycznia 201720:45 | Katar                         | 29:32(16:14) | Dania                             | AccorHotels Arena, Paryż Widzów: 8444 Sędzia: Óscar López, Ángel Ramírez |
| 20 stycznia 201720:45 | Youssef Ali 8 Rafael Capote 5 | 29:32(16:14) | 5 Jesper Nøddesbo 5 Rafael Capote | AccorHotels Arena, Paryż Widzów: 8444 Sędzia: Óscar López, Ángel Ramírez |
| 20 stycznia 201720:45 | 2× · 2×                       | 29:32(16:14) | 4× · 4×                           | AccorHotels Arena, Paryż Widzów: 8444 Sędzia: Óscar López, Ángel Ramírez |

## President's Cup

### Mecze o miejsca 21–24
|  |             |           |           |                   |    |               |               |               |
|  | Półfinały   | Półfinały | Półfinały |                   |    | o 21. miejsce | o 21. miejsce | o 21. miejsce |
|  | Półfinały   | Półfinały | Półfinały |                   |    | o 21. miejsce | o 21. miejsce | o 21. miejsce |
|  | 21 stycznia |           |           |                   |    |               |               |               |
|  |             |           |           |                   |    |               |               |               |
|  | Japonia     | Japonia   | 37        |                   |    |               |               |               |
|  | Japonia     | Japonia   | 37        | 23 stycznia       |    |               |               |               |
|  | Angola      | Angola    | 26        |                   |    |               |               |               |
|  | Angola      | Angola    | 26        |                   |    | Japonia       | Japonia       | 29            |
|  | 22 stycznia |           |           |                   |    | Japonia       | Japonia       | 29            |
|  |             |           | Chile     | Chile             | 35 |               |               |               |
|  | Chile       | Chile     | Chile     | Chile             | 35 | 35            |               |               |
|  | Chile       | Chile     |           |                   |    |               |               |               |
|  | Bahrajn     | Bahrajn   | 30        |                   |    |               |               |               |
|  | Bahrajn     | Bahrajn   | 30        | Mecz o 3. miejsce |    |               |               |               |
|  |             |           |           |                   |    |               |               |               |
|  | 23 stycznia |           |           |                   |    |               |               |               |
|  |             |           |           |                   |    |               |               |               |
|  | Angola      | Angola    | 26        |                   |    |               |               |               |
|  | Angola      | Angola    | 26        |                   |    |               |               |               |
|  | Bahrajn     | Bahrajn   | 32        |                   |    |               |               |               |
|  | Bahrajn     | Bahrajn   | 32        |                   |    |               |               |               |

Półfinały
| 21 stycznia 201714:00 | Japonia             | 37:26(18:14) | Angola                 | Brest Arena, Brest Widzów: 3017 Sędzia: Majid Kolahdouzan, Alireza Mousaviannazhad |
| 21 stycznia 201714:00 | Shinnosuke Tokuda 8 | 37:26(18:14) | 9 Sérgio Avelino Lopes | Brest Arena, Brest Widzów: 3017 Sędzia: Majid Kolahdouzan, Alireza Mousaviannazhad |
| 21 stycznia 201714:00 | 3× · 3×             | 37:26(18:14) | 4× · 1×                | Brest Arena, Brest Widzów: 3017 Sędzia: Majid Kolahdouzan, Alireza Mousaviannazhad |

| 22 stycznia 201714:00 | Chile                               | 35:30(18:14) | Bahrajn                | Brest Arena, Brest Widzów: 3600 Sędzia: Lee Se-ok, Koo Bon-ok |
| 22 stycznia 201714:00 | Esteban Salinas 8 Rodrigo Salinas 8 | 35:30(18:14) | 8 Husain Ali Al-Sayyad | Brest Arena, Brest Widzów: 3600 Sędzia: Lee Se-ok, Koo Bon-ok |
| 22 stycznia 201714:00 | 5× · 2×                             | 35:30(18:14) | 7× · 4×                | Brest Arena, Brest Widzów: 3600 Sędzia: Lee Se-ok, Koo Bon-ok |

Mecz o 23. miejsce
| 23 stycznia 201713:00 | Angola                     | 26:32(13:15) | Bahrajn            | Brest Arena, Brest Widzów: 3200 Sędzia: Ivan Pavićević, Miloš Ražnatović |
| 23 stycznia 201713:00 | Adelino Anderson Pestana 6 | 26:32(13:15) | 8 Ali Merza Salman | Brest Arena, Brest Widzów: 3200 Sędzia: Ivan Pavićević, Miloš Ražnatović |
| 23 stycznia 201713:00 | 5× · 1×                    | 26:32(13:15) | 1× · 2×            | Brest Arena, Brest Widzów: 3200 Sędzia: Ivan Pavićević, Miloš Ražnatović |

Mecz o 21. miejsce
| 23 stycznia 201715:00 | Japonia       | 29:35(12:17) | Chile                                   | Brest Arena, Brest Widzów: 3200 Sędzia: Laurent Reveret, Stevann Pichon |
| 23 stycznia 201715:00 | Yuto Agarie 9 | 29:35(12:17) | 7 Sebastián Ceballos 7 Erwin Feuchtmann | Brest Arena, Brest Widzów: 3200 Sędzia: Laurent Reveret, Stevann Pichon |
| 23 stycznia 201715:00 | 1× · 3×       | 29:35(12:17) | 2× · 3×                                 | Brest Arena, Brest Widzów: 3200 Sędzia: Laurent Reveret, Stevann Pichon |

### Mecze o miejsca 17–20
|  |                  |                  |           |                   |    |               |               |               |
|  | Półfinały        | Półfinały        | Półfinały |                   |    | o 17. miejsce | o 17. miejsce | o 17. miejsce |
|  | Półfinały        | Półfinały        | Półfinały |                   |    | o 17. miejsce | o 17. miejsce | o 17. miejsce |
|  | 21 stycznia      |                  |           |                   |    |               |               |               |
|  |                  |                  |           |                   |    |               |               |               |
|  | Polska           | Polska           | 28        |                   |    |               |               |               |
|  | Polska           | Polska           | 28        | 23 stycznia       |    |               |               |               |
|  | Tunezja          | Tunezja          | 26        |                   |    |               |               |               |
|  | Tunezja          | Tunezja          | 26        |                   |    | Polska        | Polska        | 24            |
|  | 22 stycznia      |                  |           |                   |    | Polska        | Polska        | 24            |
|  |                  |                  | Argentyna | Argentyna         | 22 |               |               |               |
|  | Arabia Saudyjska | Arabia Saudyjska | Argentyna | Argentyna         | 22 | 22            |               |               |
|  | Arabia Saudyjska | Arabia Saudyjska |           |                   |    |               |               |               |
|  | Argentyna        | Argentyna        | 24        |                   |    |               |               |               |
|  | Argentyna        | Argentyna        | 24        | Mecz o 3. miejsce |    |               |               |               |
|  |                  |                  |           |                   |    |               |               |               |
|  | 23 stycznia      |                  |           |                   |    |               |               |               |
|  |                  |                  |           |                   |    |               |               |               |
|  | Tunezja          | Tunezja          | 39        |                   |    |               |               |               |
|  | Tunezja          | Tunezja          | 39        |                   |    |               |               |               |
|  | Arabia Saudyjska | Arabia Saudyjska | 30        |                   |    |               |               |               |
|  | Arabia Saudyjska | Arabia Saudyjska | 30        |                   |    |               |               |               |

Półfinały
| 21 stycznia 201716:00 | Polska                 | 28:26(15:11) | Tunezja          | Brest Arena, Brest Widzów: 3600 Sędzia: Laurent Reveret, Stevann Pichon |
| 21 stycznia 201716:00 | Przemysław Krajewski 8 | 28:26(15:11) | 10 Amine Bannour | Brest Arena, Brest Widzów: 3600 Sędzia: Laurent Reveret, Stevann Pichon |
| 21 stycznia 201716:00 | 5× · 2× · 1×           | 28:26(15:11) | 4× · 2×          | Brest Arena, Brest Widzów: 3600 Sędzia: Laurent Reveret, Stevann Pichon |

| 22 stycznia 201716:00 | Arabia Saudyjska  | 22:24(8:10) | Argentyna          | Brest Arena, Brest Widzów: 4114 Sędzia: Ivan Pavićević, Miloš Ražnatović |
| 22 stycznia 201716:00 | Mohammed Alabas 6 | 22:24(8:10) | 6 Federico Pizarro | Brest Arena, Brest Widzów: 4114 Sędzia: Ivan Pavićević, Miloš Ražnatović |
| 22 stycznia 201716:00 | 6× · 2×           | 22:24(8:10) | 3× · 3×            | Brest Arena, Brest Widzów: 4114 Sędzia: Ivan Pavićević, Miloš Ražnatović |

Mecz o 19. miejsce
| 23 stycznia 201718:00 | Tunezja               | 39:30(20:15) | Arabia Saudyjska | Brest Arena, Brest Widzów: 1650 Sędzia: Lee Se-ok, Koo Bon-ok |
| 23 stycznia 201718:00 | Khaled Haj Youssef 12 | 39:30(20:15) | 9 Mohamed Alabas | Brest Arena, Brest Widzów: 1650 Sędzia: Lee Se-ok, Koo Bon-ok |
| 23 stycznia 201718:00 | 3× · 3×               | 39:30(20:15) | 2× · 2×          | Brest Arena, Brest Widzów: 1650 Sędzia: Lee Se-ok, Koo Bon-ok |

Mecz o 17. miejsce
| 23 stycznia 201720:00 | Polska                 | 24:22(13:13) | Argentyna            | Brest Arena, Brest Widzów: 2320 Sędzia: Majid Kolahdouzan, Alireza Mousaviannazhad |
| 23 stycznia 201720:00 | Przemysław Krajewski 6 | 24:22(13:13) | 8 Federico Fernández | Brest Arena, Brest Widzów: 2320 Sędzia: Majid Kolahdouzan, Alireza Mousaviannazhad |
| 23 stycznia 201720:00 | 4× · 2×                | 24:22(13:13) | 4× · 3×              | Brest Arena, Brest Widzów: 2320 Sędzia: Majid Kolahdouzan, Alireza Mousaviannazhad |

## Faza pucharowa
|  |                    |                    |             |             |             |              |              |                   |                   |                   |             |             |             |  |  |       |       |       |
|  | 1/8 finału         | 1/8 finału         | 1/8 finału  |             |             | Ćwierćfinały | Ćwierćfinały | Ćwierćfinały      |                   |                   | Półfinały   | Półfinały   | Półfinały   |  |  | Finał | Finał | Finał |
|  | 1/8 finału         | 1/8 finału         | 1/8 finału  |             |             | Ćwierćfinały | Ćwierćfinały | Ćwierćfinały      |                   |                   | Półfinały   | Półfinały   | Półfinały   |  |  | Finał | Finał | Finał |
|  | 21 stycznia        |                    |             |             |             |              |              |                   |                   |                   |             |             |             |  |  |       |       |       |
|  |                    |                    |             |             |             |              |              |                   |                   |                   |             |             |             |  |  |       |       |       |
|  | Francja            | Francja            | 31          |             |             |              |              |                   |                   |                   |             |             |             |  |  |       |       |       |
|  | Francja            | Francja            | 31          | 24 stycznia |             |              |              |                   |                   |                   |             |             |             |  |  |       |       |       |
|  | Islandia           | Islandia           | 25          |             |             |              |              |                   |                   |                   |             |             |             |  |  |       |       |       |
|  | Islandia           | Islandia           | 25          |             |             | Francja      | Francja      | 33                |                   |                   |             |             |             |  |  |       |       |       |
|  | 22 stycznia        |                    |             |             |             | Francja      | Francja      | 33                |                   |                   |             |             |             |  |  |       |       |       |
|  |                    |                    | Szwecja     | Szwecja     | 30          |              |              |                   |                   |                   |             |             |             |  |  |       |       |       |
|  | Białoruś           | Białoruś           | Szwecja     | Szwecja     | 30          | 22           |              |                   |                   |                   |             |             |             |  |  |       |       |       |
|  | Białoruś           | Białoruś           |             |             |             | 22           | 26 stycznia  |                   |                   |                   |             |             |             |  |  |       |       |       |
|  | Szwecja            | Szwecja            | 41          |             |             |              |              |                   |                   |                   |             |             |             |  |  |       |       |       |
|  | Szwecja            | Szwecja            | 41          |             |             | Francja      | Francja      | 31                |                   |                   |             |             |             |  |  |       |       |       |
|  | 21 stycznia        |                    |             |             |             | Francja      | Francja      | 31                |                   |                   |             |             |             |  |  |       |       |       |
|  |                    |                    | Słowenia    | Słowenia    | 25          |              |              |                   |                   |                   |             |             |             |  |  |       |       |       |
|  | Rosja              | Rosja              | Słowenia    | Słowenia    | 25          | 26           |              |                   |                   |                   |             |             |             |  |  |       |       |       |
|  | Rosja              | Rosja              | 24 stycznia |             |             | 26           |              |                   |                   |                   |             |             |             |  |  |       |       |       |
|  | Słowenia           | Słowenia           | 32          |             |             |              |              |                   |                   |                   |             |             |             |  |  |       |       |       |
|  | Słowenia           | Słowenia           | 32          |             |             | Słowenia     | Słowenia     | 32                |                   |                   |             |             |             |  |  |       |       |       |
|  | 22 stycznia        |                    |             |             |             | Słowenia     | Słowenia     | 32                |                   |                   |             |             |             |  |  |       |       |       |
|  |                    |                    | Katar       | Katar       | 30          |              |              |                   |                   |                   |             |             |             |  |  |       |       |       |
|  | Niemcy             | Niemcy             | Katar       | Katar       | 30          | 20           |              |                   |                   |                   |             |             |             |  |  |       |       |       |
|  | Niemcy             | Niemcy             |             |             |             | 20           | 29 stycznia  |                   |                   |                   |             |             |             |  |  |       |       |       |
|  | Katar              | Katar              | 21          |             |             |              |              |                   |                   |                   |             |             |             |  |  |       |       |       |
|  | Katar              | Katar              | 21          |             |             | Francja      | Francja      | 33                |                   |                   |             |             |             |  |  |       |       |       |
|  | 21 stycznia        |                    |             |             |             | Francja      | Francja      | 33                |                   |                   |             |             |             |  |  |       |       |       |
|  |                    |                    | Norwegia    | Norwegia    | 26          |              |              |                   |                   |                   |             |             |             |  |  |       |       |       |
|  | Brazylia           | Brazylia           | Norwegia    | Norwegia    | 26          | 27           |              |                   |                   |                   |             |             |             |  |  |       |       |       |
|  | Brazylia           | Brazylia           | 24 stycznia |             |             | 27           |              |                   |                   |                   |             |             |             |  |  |       |       |       |
|  | Hiszpania          | Hiszpania          | 28          |             |             |              |              |                   |                   |                   |             |             |             |  |  |       |       |       |
|  | Hiszpania          | Hiszpania          | 28          |             |             | Hiszpania    | Hiszpania    | 29                |                   |                   |             |             |             |  |  |       |       |       |
|  | 22 stycznia        |                    |             |             |             | Hiszpania    | Hiszpania    | 29                |                   |                   |             |             |             |  |  |       |       |       |
|  |                    |                    | Chorwacja   | Chorwacja   | 30          |              |              |                   |                   |                   |             |             |             |  |  |       |       |       |
|  | Chorwacja          | Chorwacja          | Chorwacja   | Chorwacja   | 30          | 21           |              |                   |                   |                   |             |             |             |  |  |       |       |       |
|  | Chorwacja          | Chorwacja          |             |             |             | 21           | 27 stycznia  |                   |                   |                   |             |             |             |  |  |       |       |       |
|  | Egipt              | Egipt              | 19          |             |             |              |              |                   |                   |                   |             |             |             |  |  |       |       |       |
|  | Egipt              | Egipt              | 19          |             |             | Chorwacja    | Chorwacja    | 25                |                   |                   |             |             |             |  |  |       |       |       |
|  | 21 stycznia        |                    |             |             |             | Chorwacja    | Chorwacja    | 25                |                   |                   |             |             |             |  |  |       |       |       |
|  |                    |                    | Norwegia    | Norwegia    | 28          |              |              | Mecz o 3. miejsce | Mecz o 3. miejsce | Mecz o 3. miejsce |             |             |             |  |  |       |       |       |
|  | Norwegia           | Norwegia           | Norwegia    | Norwegia    | 28          | 34           |              |                   |                   | Mecz o 3. miejsce |             |             |             |  |  |       |       |       |
|  | Norwegia           | Norwegia           |             |             | 24 stycznia | 24 stycznia  | 24 stycznia  |                   |                   |                   | 28 stycznia | 28 stycznia | 28 stycznia |  |  |       |       |       |
|  | Macedonia Północna | Macedonia Północna | 24          |             | 24 stycznia | 24 stycznia  | 24 stycznia  |                   |                   |                   | 28 stycznia | 28 stycznia | 28 stycznia |  |  |       |       |       |
|  | Macedonia Północna | Macedonia Północna | 24          |             |             | Norwegia     | Norwegia     | 31                | Słowenia          | Słowenia          | 31          |             |             |  |  |       |       |       |
|  | 22 stycznia        |                    |             |             |             | Norwegia     | Norwegia     | 31                | Słowenia          | Słowenia          | 31          |             |             |  |  |       |       |       |
|  |                    |                    | Węgry       | Węgry       | 28          |              |              | Chorwacja         | Chorwacja         | 30                |             |             |             |  |  |       |       |       |
|  | Węgry              | Węgry              | Węgry       | Węgry       | 28          | 27           |              | Chorwacja         | Chorwacja         | 30                |             |             |             |  |  |       |       |       |
|  | Węgry              | Węgry              |             |             |             |              |              |                   |                   |                   |             |             |             |  |  |       |       |       |
|  | Dania              | Dania              | 25          |             |             |              |              |                   |                   |                   |             |             |             |  |  |       |       |       |
|  | Dania              | Dania              | 25          |             |             |              |              |                   |                   |                   |             |             |             |  |  |       |       |       |

### 1/8 finału
| 21 stycznia 201716:00 | Norwegia                        | 34:24(12:10) | Macedonia Północna | Halle olympique, Albertville Widzów: 6540 Sędzia: Renārs Līcis, Zigmārs Sondors |
| 21 stycznia 201716:00 | Magnus Jøndal 6 Eivind Tangen 6 | 34:24(12:10) | 6 Kirił Łazarow    | Halle olympique, Albertville Widzów: 6540 Sędzia: Renārs Līcis, Zigmārs Sondors |
| 21 stycznia 201716:00 | 2× · 2×                         | 34:24(12:10) | 4× · 2×            | Halle olympique, Albertville Widzów: 6540 Sędzia: Renārs Līcis, Zigmārs Sondors |

| 21 stycznia 201718:00 | Francja          | 31:25(14:13) | Islandia        | Stade Pierre-Mauroy, Lille Widzów: 28010 Sędzia: Julian Grillo, Sebastián Lenci |
| 21 stycznia 201718:00 | Michaël Guigou 6 | 31:25(14:13) | 7 Rúnar Kárason | Stade Pierre-Mauroy, Lille Widzów: 28010 Sędzia: Julian Grillo, Sebastián Lenci |
| 21 stycznia 201718:00 | 2× · 1×          | 31:25(14:13) | 4× · 3×         | Stade Pierre-Mauroy, Lille Widzów: 28010 Sędzia: Julian Grillo, Sebastián Lenci |

| 21 stycznia 201720:45 | Rosja                                    | 26:32(15:13) | Słowenia         | AccorHotels Arena, Paryż Widzów: 8324 Sędzia: Charlotte Bonaventura, Julie Bonaventura |
| 21 stycznia 201720:45 | Daniil Shishkaryov 5 Aleksandr Dereven 5 | 26:32(15:13) | 6 Darko Cingesar | AccorHotels Arena, Paryż Widzów: 8324 Sędzia: Charlotte Bonaventura, Julie Bonaventura |
| 21 stycznia 201720:45 | 7× · 3× · 1×                             | 26:32(15:13) | 2× · 3×          | AccorHotels Arena, Paryż Widzów: 8324 Sędzia: Charlotte Bonaventura, Julie Bonaventura |

| 21 stycznia 201720:45 | Brazylia        | 27:28(18:16) | Hiszpania                         | Park&Suites Arena, Montpellier Widzów: 6923 Sędzia: Arthur Brunner, Morad Salah |
| 21 stycznia 201720:45 | João da Silva 7 | 27:28(18:16) | 5 Alex Dujshebaev 5 Joan Cañellas | Park&Suites Arena, Montpellier Widzów: 6923 Sędzia: Arthur Brunner, Morad Salah |
| 21 stycznia 201720:45 | 5× · 2×         | 27:28(18:16) | 4× · 2×                           | Park&Suites Arena, Montpellier Widzów: 6923 Sędzia: Arthur Brunner, Morad Salah |

| 22 stycznia 201716:00 | Białoruś         | 22:41(11:24) | Szwecja            | Stade Pierre-Mauroy, Lille Widzów: 16188 Sędzia: Ǵorǵi Naczewski, Sławe Nikołow |
| 22 stycznia 201716:00 | Arciom Karałek 7 | 22:41(11:24) | 8 Jim Gottfridsson | Stade Pierre-Mauroy, Lille Widzów: 16188 Sędzia: Ǵorǵi Naczewski, Sławe Nikołow |
| 22 stycznia 201716:00 | 4× · 2×          | 22:41(11:24) | 3× · 1×            | Stade Pierre-Mauroy, Lille Widzów: 16188 Sędzia: Ǵorǵi Naczewski, Sławe Nikołow |

| 22 stycznia 201716:00 | Węgry        | 27:25(13:12) | Dania           | Halle olympique, Albertville Widzów: 6540 Sędzia: Ismail Boualloucha, Ramzi Khenissi |
| 22 stycznia 201716:00 | Máté Lékai 6 | 27:25(13:12) | 8 Mikkel Hansen | Halle olympique, Albertville Widzów: 6540 Sędzia: Ismail Boualloucha, Ramzi Khenissi |
| 22 stycznia 201716:00 | 3× · 3×      | 27:25(13:12) | 1× · 2×         | Halle olympique, Albertville Widzów: 6540 Sędzia: Ismail Boualloucha, Ramzi Khenissi |

| 22 stycznia 201718:00 | Niemcy                               | 20:21(10:9) | Katar           | AccorHotels Arena, Paryż Sędzia: Mindaugas Gatelis, Vaidas Mažeika |
| 22 stycznia 201718:00 | Holger Glandorf 4 Patrick Groetzki 4 | 20:21(10:9) | 9 Rafael Capote | AccorHotels Arena, Paryż Sędzia: Mindaugas Gatelis, Vaidas Mažeika |
| 22 stycznia 201718:00 | 5× · 4× · 1×                         | 20:21(10:9) | 3× · 3×         | AccorHotels Arena, Paryż Sędzia: Mindaugas Gatelis, Vaidas Mažeika |

| 22 stycznia 201720:45 | Chorwacja       | 21:19(13:7) | Egipt           | Park&Suites Arena, Montpellier Widzów: 6266 Sędzia: Arthur Brunner, Morad Salah |
| 22 stycznia 201720:45 | Zlatko Horvat 6 | 21:19(13:7) | 5 Ahmed Elahmar | Park&Suites Arena, Montpellier Widzów: 6266 Sędzia: Arthur Brunner, Morad Salah |
| 22 stycznia 201720:45 | 3×              | 21:19(13:7) | 4×              | Park&Suites Arena, Montpellier Widzów: 6266 Sędzia: Arthur Brunner, Morad Salah |

### Ćwierćfinały
| 24 stycznia 201717:00 | Norwegia           | 31:28(17:10) | Węgry            | Halle olympique, Albertville Widzów: 6540 Sędzia: Lars Geipel, Marcus Helbig |
| 24 stycznia 201717:00 | Espen Lie Hansen 6 | 31:28(17:10) | 11 Gábor Császár | Halle olympique, Albertville Widzów: 6540 Sędzia: Lars Geipel, Marcus Helbig |
| 24 stycznia 201717:00 | 7× · 2×            | 31:28(17:10) | 3× · 3×          | Halle olympique, Albertville Widzów: 6540 Sędzia: Lars Geipel, Marcus Helbig |

| 24 stycznia 201719:00 | Francja       | 33:30(15:16) | Szwecja            | Stade Pierre-Mauroy, Lille Widzów: 28010 Sędzia: Óscar López, Ángel Ramírez |
| 24 stycznia 201719:00 | Kentin Mahé 9 | 33:30(15:16) | 7 Jim Gottfridsson | Stade Pierre-Mauroy, Lille Widzów: 28010 Sędzia: Óscar López, Ángel Ramírez |
| 24 stycznia 201719:00 | 4× · 3×       | 33:30(15:16) | 6× · 3×            | Stade Pierre-Mauroy, Lille Widzów: 28010 Sędzia: Óscar López, Ángel Ramírez |

| 24 stycznia 201720:45 | Słowenia        | 32:30(18:15) | Katar            | AccorHotels Arena, Paryż Widzów: 6573 Sędzia: Václav Horáček, Jiří Novotný |
| 24 stycznia 201720:45 | Gašper Marguč 6 | 32:30(18:15) | 8 Bertrand Roine | AccorHotels Arena, Paryż Widzów: 6573 Sędzia: Václav Horáček, Jiří Novotný |
| 24 stycznia 201720:45 | 3× · 1×         | 32:30(18:15) | 4× · 1×          | AccorHotels Arena, Paryż Widzów: 6573 Sędzia: Václav Horáček, Jiří Novotný |

| 24 stycznia 201720:45 | Hiszpania         | 29:30(15:17) | Chorwacja     | Park&Suites Arena, Montpellier Widzów: 6749 Sędzia: Martin Gjeding, Mads Hansen |
| 24 stycznia 201720:45 | Ángel Fernández 7 | 29:30(15:17) | 9 Marko Mamić | Park&Suites Arena, Montpellier Widzów: 6749 Sędzia: Martin Gjeding, Mads Hansen |
| 24 stycznia 201720:45 | 1× · 4×           | 29:30(15:17) | 4× · 2×       | Park&Suites Arena, Montpellier Widzów: 6749 Sędzia: Martin Gjeding, Mads Hansen |

### Półfinały
| 26 stycznia 201720:45 | Francja        | 31:25(15:12) | Słowenia       | AccorHotels Arena, Paryż Widzów: 15609 Sędzia: Lars Geipel, Marcus Helbig |
| 26 stycznia 201720:45 | Nedim Remili 6 | 31:25(15:12) | 5 Jure Dolenec | AccorHotels Arena, Paryż Widzów: 15609 Sędzia: Lars Geipel, Marcus Helbig |
| 26 stycznia 201720:45 | 3× · 2×        | 31:25(15:12) | 2× · 3×        | AccorHotels Arena, Paryż Widzów: 15609 Sędzia: Lars Geipel, Marcus Helbig |

| 27 stycznia 201720:45 | Chorwacja       | 25:28 (pd.)(10:12, 22:22) | Norwegia        | AccorHotels Arena, Paryż Widzów: 10324 Sędzia: Václav Horáček, Jiří Novotný |
| 27 stycznia 201720:45 | Zlatko Horvat 6 | 25:28 (pd.)(10:12, 22:22) | 6 Bjarte Myrhol | AccorHotels Arena, Paryż Widzów: 10324 Sędzia: Václav Horáček, Jiří Novotný |
| 27 stycznia 201720:45 | 6× · 4× · 1×    | 25:28 (pd.)(10:12, 22:22) | 4× · 3×         | AccorHotels Arena, Paryż Widzów: 10324 Sędzia: Václav Horáček, Jiří Novotný |

### Mecz o 3. miejsce
| 28 stycznia 201720:30 | Słowenia                                        | 31:30(13:18) | Chorwacja      | AccorHotels Arena, Paryż Widzów: 8625 Sędzia: Óscar López, Ángel Ramírez |
| 28 stycznia 201720:30 | Gašper Marguč 4 Darko Cingesar 4 Marko Bezjak 4 | 31:30(13:18) | 7 Luka Cindrić | AccorHotels Arena, Paryż Widzów: 8625 Sędzia: Óscar López, Ángel Ramírez |
| 28 stycznia 201720:30 | 2× · 4×                                         | 31:30(13:18) | 3× · 2×        | AccorHotels Arena, Paryż Widzów: 8625 Sędzia: Óscar López, Ángel Ramírez |

### Finał
| 29 stycznia 201717:30 | Francja            | 33:26(18:17) | Norwegia              | AccorHotels Arena, Paryż Widzów: 15609 Sędzia: Martin Gjeding, Mads Hansen |
| 29 stycznia 201717:30 | Nikola Karabatić 6 | 33:26(18:17) | 5 Kent Robin Tønnesen | AccorHotels Arena, Paryż Widzów: 15609 Sędzia: Martin Gjeding, Mads Hansen |
| 29 stycznia 201717:30 | 1× · 2×            | 33:26(18:17) | 2× · 4×               | AccorHotels Arena, Paryż Widzów: 15609 Sędzia: Martin Gjeding, Mads Hansen |

## Klasyfikacja końcowa
| Miejsce | Reprezentacja      |
| ------- | ------------------ |
| złoto   | Francja            |
| srebro  | Norwegia           |
| brąz    | Słowenia           |
| 4       | Chorwacja          |
| 5       | Hiszpania          |
| 6       | Szwecja            |
| 7       | Węgry              |
| 8       | Katar              |
| 9       | Niemcy             |
| 10      | Dania              |
| 11      | Białoruś           |
| 12      | Rosja              |
| 13      | Egipt              |
| 14      | Islandia           |
| 15      | Macedonia Północna |
| 16      | Brazylia           |
| 17      | Polska             |
| 18      | Argentyna          |
| 19      | Tunezja            |
| 20      | Arabia Saudyjska   |
| 21      | Chile              |
| 22      | Japonia            |
| 23      | Bahrajn            |
| 24      | Angola             |

## Nagrody indywidualne
Nagrody indywidualne zdobyli:
| MVP              | Najlepszy bramkarz | Najlepszy lewoskrzydłowy | Najlepszy prawoskrzydłowy | Najlepszy lewy rozgrywający | Najlepszy środkowy rozgrywający | Najlepszy prawy rozgrywający | Najlepszy obrotowy |
| ---------------- | ------------------ | ------------------------ | ------------------------- | --------------------------- | ------------------------------- | ---------------------------- | ------------------ |
| Nikola Karabatić | Vincent Gérard     | Jerry Tollbring          | Kristian Bjørnsen         | Sander Sagosen              | Domagoj Duvnjak                 | Nedim Remili                 | Bjarte Myrhol      |

## Statystyki
| Pozycja | Zawodnik             | Zespół             | Gole | Strzały | %  |
| ------- | -------------------- | ------------------ | ---- | ------- | -- |
| 1       | Kirił Łazarow        | Macedonia Północna | 50   | 81      | 62 |
| 2       | Sérgio Avelino Lopes | Angola             | 47   | 88      | 53 |
| 3       | Amine Bannour        | Tunezja            | 45   | 84      | 54 |
| 3       | Kristian Bjørnsen    | Norwegia           | 45   | 59      | 76 |
| 5       | Niclas Ekberg        | Szwecja            | 43   | 60      | 72 |
| 6       | Bjarte Myrhol        | Norwegia           | 42   | 53      | 79 |
| 7       | Sander Sagosen       | Norwegia           | 41   | 79      | 52 |
| 8       | Luka Cindrić         | Chorwacja          | 39   | 65      | 60 |
| 8       | Federico Fernández   | Argentyna          | 39   | 58      | 67 |
| 10      | Gábor Császár        | Węgry              | 38   | 55      | 69 |
| 10      | Gašper Marguč        | Norwegia           | 38   | 48      | 79 |
| 10      | Jerry Tollbring      | Szwecja            | 38   | 46      | 83 |

| Miejsce | Zawodnik           | Zespół    | %  | Obrony | Strzały |
| ------- | ------------------ | --------- | -- | ------ | ------- |
| 1       | Espen Christensen  | Norwegia  | 44 | 32     | 73      |
| 2       | Andreas Wolff      | Niemcy    | 43 | 60     | 141     |
| 3       | Vincent Gérard     | Francja   | 40 | 62     | 155     |
| 3       | Niklas Landin      | Dania     | 40 | 66     | 167     |
| 3       | Andreas Palicka    | Szwecja   | 40 | 51     | 127     |
| 6       | Mikael Appelgren   | Szwecja   | 39 | 55     | 141     |
| 7       | Rodrigo Corrales   | Hiszpania | 36 | 43     | 121     |
| 7       | Silvio Heinevetter | Niemcy    | 36 | 25     | 69      |
| 7       | Maik dos Santos    | Brazylia  | 36 | 46     | 129     |
| 10      | Makrem Missaoui    | Tunezja   | 35 | 73     | 210     |